# Der eiserne Wille (Nikolai Leskow)

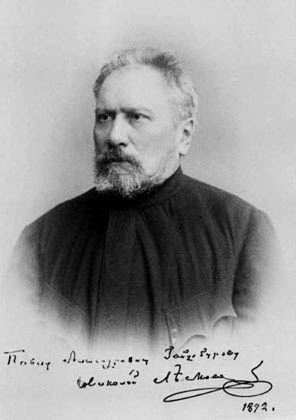
Nikolai Leskow im Jahr 1872

Der eiserne Wille (russisch Железная воля, Schelesnaja wolja) ist eine satirische Erzählung des russischen Schriftstellers Nikolai Leskow, die 1876 in der Sankt Petersburger Zeitschrift Krugosor (Horizont) erschien.
1857–1860 war Leskow in der Firma Scott & Wilkins tätig. Der dort beschäftigte Ingenieur Krüger gilt als Vorbild für den Protagonisten Hugo Pektoralis. In dieser Tragikomödie in Prosa führt Leskow die Überlegenheit des arbeitsscheuen, durch und durch versoffenen Russen Wassili Safronytsch gegenüber Herrn Pektoralis, einem besonders prinzipienfesten, willensstarken Deutschen aus Doberan am Plauer See, vor.

## Inhalt
Der junge Ingenieur Hugo Pektoralis, ein Meister seines Fachs, reist ohne jegliche Kenntnis des Russischen im regnerischen Herbst von Moskau aus mit der Postkutsche in die tiefste russische Provinz nach R. (von Ischim ist unter anderen als vermutlich ziemlich entfernten Nachbarort die Rede). Maschinerien für Dampf- und Sägemühlen sollen aufgestellt und deren Betrieb überwacht werden. Der Erzähler – der Leser kann sich nach dem Obigen den Autor Leskow darunter vorstellen – ist für eine russische Mühlenbau-Importfirma tätig. Von Wladimir aus unterwegs, trifft er Pektoralis auf der Poststation Wassilew Maidan. Eines der ersten Statements des Deutschen: Er müsse sich zwar wegen fehlender Sprachkenntnis allem unterwerfen, werde aber schließlich in seinem Umkreis alles unterwerfen.
In R. zeigt sich, manches Maschinenteil aus Deutschland hält der russischen Belastung nicht stand. Die noch erforderlichen Teile werden in R. in der Graugießerei eines unglaublich faulen Kleinunternehmers Safronytsch gefertigt. Der Ingenieur Pektoralis stellt sich selbst an die Drehbank und arbeitet bei Bedarf nach. Pektoralis will nach einem halben Jahr das Russische perfekt beherrschen. Das klappt auch ganz gut. Mitunter geht etwas schief. Wenn der Herr Ingenieur seinen Fehler erkennt, gibt dieser Dickkopf nicht klein bei, sondern beharrt auf der „Richtigkeit“ des Irrtums: Da ist zum Beispiel die Sache mit dem russischen Tee. Er will schwachen trinken, zwingt sich aber tagelang sehr starken hinunter und erleidet einen Schlaganfall. Pektoralis hat – wie gesagt – seine Prinzipien. Er will seine deutsche Braut erst heiraten, sobald er dreitausend Taler zusammenhat. Als es so weit ist, freit Pektoralis in Deutschland die typisch deutsche Klara und holt sie nach R. Der Herr Ingenieur hat immer viel zu tun. Klara vertreibt sich die Langeweile mit dem Maschinisten Ofenberg. Das ist Pektoralis' deutsches Faktotum aus Sarepta. Nach drei Jahren „Ehe“ will Pektoralis diese endlich vollziehen – genau zu dem Zeitpunkt, als er mit eisernem Willen das Geld für eine eigene Maschinenfabrik in R. zusammengespart hat. Der Ehevollzug artet in eine Schlägerei mit Ofenberg aus. Klara ist keine Jungfrau mehr. Das Mädchen war dem Herrn Ingenieur mit dem Maschinisten untreu geworden.
Pektoralis erwirbt für seine Fabrik ein Gelände, auf dem teilweise Safronytschs Gießerei steht. Dem durch emsige Arbeit ziemlich wohlhabend gewordenen deutschen Ingenieur gelingt es nicht, den fast bankrotten russischen Kleinunternehmer zu vertreiben. Pektoralis lässt den einzigen Zugang durch seinen Hof zunageln. Safronytsch und die Seinen überklettern fortan auf dem Weg ins Freie den Zaun zu einer freundlicheren (russischen) Nachbarin.
Laut gerichtlichem Beschluss muss Pektoralis an Safronytsch monatlich Entschädigung für Produktionsausfall zahlen. Das vernagelte Tor kann der Deutsche aus Prinzip nicht aufmachen lassen und muss bis in alle Ewigkeit zahlen. Safronytschs Ehefrau spart sich von den Kontributionen mit den Jahren ein schönes neues Haus direkt gegenüber zusammen. Pektoralis, Opfer der eigenen Prinzipienfestigkeit, verarmt. Der Gießereibesitzer muss überhaupt nicht mehr arbeiten. Er legt die Öfen still, entlässt seine Arbeiter und betrinkt sich gewöhnlich in der Schenke. Läuft ihm Pektoralis über den Weg, verhöhnt er ihn: Lange soll der Ingenieur leben und zahlen. Safronytsch möchte eher als Pektoralis sterben. Nach seiner Beerdigung, auf seinem Leichenschmaus, soll Pektoralis Plinsen essen und daran ersticken. So kommt es. Zuvor hat der Ingenieur noch anderes Pech. Klara läuft ihm davon.

## Rezeption
- Einerseits habe Leskow die deutsche Korrektheit bewundert, andererseits aber in ihr eine Gefährdung der Humanität gesehen. Reißner schreibt dazu: „Pektoralis wird zur Marionette seiner eigenen Prinzipien – seine Willensstärke schlägt in Schwäche um und wird zur Dummheit, und obwohl sein Untergang einen Anflug von Tragik hat, kann und soll beim Leser kein Mitgefühl aufkommen.“[6]

## Deutschsprachige Ausgaben
- Der eiserne Wille. Deutsch von Günter Dalitz. S. 327–428 in Eberhard Reißner (Hrsg.): Nikolai Leskow: Gesammelte Werke in Einzelbänden. Der verzauberte Pilger. 771 Seiten. Rütten & Loening, Berlin 1969 (1. Aufl.)

Verwendete Ausgabe
- Der eiserne Wille. Deutsch von Günter Dalitz. S. 5–102 in Eberhard Dieckmann (Hrsg.): Nikolai Leskow: Gesammelte Werke in Einzelbänden. 4. Der ungetaufte Pope. Erzählungen. Mit einer Nachbemerkung des Herausgebers. 728 Seiten. Rütten & Loening, Berlin 1984 (1. Aufl.)